# Langue des signes ougandaise
La langue des signes ougandaise (en anglais : Ugandan Sign Language, USL), est la langue des signes utilisée par les personnes sourdes et leurs proches en Ouganda.

## Histoire
Il existe des écoles pour les enfants sourds depuis 1959. En 2014, 11 écoles primaires et deux écoles secondaires pour sourds existent en Ouganda, ainsi qu'environ 40 unités pour enfants sourds dans les écoles ordinaires.
En 1973 est créée l'Association nationale ougandaise des sourds (Ugandan National Association of the Deaf, UNAD),.
En 1995, la constitution de l'Ouganda promeut le développement de l'USL.

## Caractéristiques
L'USL est influencée par les langues des signes britannique, américaine et kényane (des adultes sourds s'étant rendus au Kenya pour y suivre une formation l'y ont apprise, l'USL est jugée compréhensible par les utilisateurs de la KSL), mais est clairement distincte de ces trois langues. L'anglais influence également la grammaire, la prononciation, et l'alphabet manuel, tandis que certaines expressions buccales viennent du luganda et du swahili.
La première génération à être scolarisée dans des écoles pour sourds raconte que les signes qu'ils utilisaient à la maison ont fini par évoluer pour former l'USL. En 1994 est édité le premier manuel de formation à la langue des signes et plusieurs dictionnaires ont ensuite été écrits, le plus récent datant de 2006. Des recherches sur l'USL (phonologie, morphologie et syntaxe) ont été menées à l'Université de Kyambogo de Kampala et ont été résumées par Sam Lutalo-Kiingi et Goedele De Clerck en 2015.
L'alphabet manuel à une main est similaire à celui de la langue des signes française, tandis que l'alphabet bimanuel (basé sur la langue des signes britannique) est encore utilisé, mais de façon moins courante.
Des dialectes locaux existent près des frontières du pays.

## Utilisation
Le nombre d'utilisateurs de L'USL serait d'environ 160 000 en 2008, alors que le nombre de sourds représenterait 0,35% de la population ougandaise totale (les estimations varient considérablement, de 160 000 à 840 000 sourds).
En 2014, 11 écoles primaires et deux écoles secondaires pour sourds existent en Ouganda, ainsi qu'environ 40 unités pour enfants sourds dans les écoles ordinaires, mais plus de 40 des 100 districts de l'Ouganda n'ont pas encore créé une de ces unités. Aussi, comme moins de 2 % des enfants sourds en Ouganda sont scolarisés, l'accès à l'éducation reste un défi,. 
Les écoles pour sourds utilisent un mélange d'éducation bilingue et de communication totale et l'enseignement va de l'école maternelle à l'université et à la formation professionnelle, mais n'est pas accessible à tous les enfants sourds, certains se retrouvant dans le système général.
Malgré le fait qu'il existe au moins 44 langues différentes en Ouganda, les enfants sourds scolarisés apprennent tous à lire et écrire en anglais et à signer en USL. Diane Brentari (en) remarque qu'il existe quelques interférences avec l'anglais signé (en). Environ 40 % des sourds sont alphabétisés en anglais.
L'Association nationale ougandaise des interprètes en langue des signes (Uganda National Association of Sign Language Interpreters, UNASLI) regroupe les interprètes en USL, qui sont plus de 100 (dont 77 avec une qualification reconnue officiellement). Ils sont disponibles pour de nombreux domaines de la vie courante (université, administration, etc.). Ils sont formés à l'Université de Kyambogo et par l'UNAD,.
Si l'attitude envers l'USL est positive dans la communauté sourde, elle reste parfois négative chez certains entendants.
Plusieurs dictionnaires ont été publiés et des programmes de télévision existent.

## Personnalités
Alex Ndeezi, homme politique ougandais sourd, est élu en 1996 au Parlement de l'Ouganda. C'est également le président de l'UNAD.